# 双桥镇 (唐山市)
双桥镇，是中华人民共和国河北省唐山市开平区下辖的一个乡镇级行政单位。

## 行政区划
双桥镇下辖以下地区：
徐庄子村、冶里村、鞠家岭村、双桥村、张家庄村、小马家峪村、大马家峪村、大柳树村、李家峪村、唐家庄村、孙家庄村和安家庄村。